# Xenonhexafluorplatinat
Xenonhexafluorplatinat är benämningen på den produkt man fick genom att kombinera platinahexafluorid och xenon i ett experiment som visade att ädelgaser kunde ingå i kemiska föreningar. Detta experiment utfördes av Neil Bartlett vid University of British Columbia, som 1962 gav produkten formeln "Xe+[PtF6]−", även om senare studier antyder att det snarare rörde sig om en blandning av xenonföreningar än ett specifikt salt.

## Framställning
"Xenonhexafluorplatinat" framställs av xenon och platinahexafluorid (PtF6) som gasformiga lösningar i SF6. Reaktanterna kombineras vid en temperatur av 77 K och värms långsamt för att möjliggöra en kontrollerad reaktion.

## Egenskaper
Materialet som ursprungligen beskrevs som "xenonhexafluorplatinat" är förmodligen inte Xe+[PtF6]−. Huvudproblemet med denna formulering är "Xe+", vilket skulle vara en radikal och skulle dimerisera eller abstrahera en fluoratom för att ge XeF+. Således upptäckte Bartlett att Xe genomgår kemiska reaktioner, men naturen och renheten hos hans ursprungliga senapsgula produkt är fortfarande osäker. Ytterligare arbete tyder på att Bartletts produkt troligen innehöll [XeF]+[PtF5]−, [XeF]+[Pt2F11]−, och [Xe2F3]+[PtF6]−. Titeln "förening" är ett salt, bestående av ett oktaedriskt anjoniskt fluorkomplex av platina och olika xenonekationer.
Det har föreslagits att platinafluoriden bildar ett negativt laddat polymert nätverk med xenon- eller xenonfluoridkatjoner som hålls i dess mellanrum. En beredning av "XePtF6" i HF-lösning resulterar i ett fast ämne som har karakteriserats som en [PtF5]−polymert nätverk associerat med XeF+. Detta resultat är bevis för en sådan polymer struktur av xenonhexafluorplatinat.

## Historik
År 1962 upptäckte Neil Bartlett att en blandning av platinahexafluoridgas och syre bildade ett rött fast ämne. Det röda fasta ämnet visade sig vara dioxygenylhexafluorplatinat, O+
2[PtF6] −. Bartlett märkte att joniseringsenergin för O2 (1175 kJ/mol) låg mycket nära joniseringsenergin för Xe (1170 kJ/mol). Han bad sedan sina kollegor att ge honom lite xenon "så att han kunde prova några reaktioner", varpå han konstaterade att xenon verkligen reagerar med PtF6. Även om produkten, som diskuterats ovan, förmodligen var en blandning av flera föreningar, var Bartletts arbete det första beviset på att föreningar kunde framställas från en ädelgas. Sedan Bartletts observation har många väldefinierade föreningar av xenon rapporterats såsom XeF2, XeF4 och XeF6.